# Furuset Panthers
I Furuset Panthers sono stati una squadra di football americano, di Oppegård e Oslo, in Norvegia; fondati tra il 1983 e il 1986 come Kolbotn Kodiaks, nel 1999 si trasferirono nel quartiere Furuset di Oslo assumendo il nuovo nome. Hanno chiuso nel 2003.

## Dettaglio stagioni

### Tornei nazionali

#### Campionato

##### 1. divisjon
| Stagione | regular season | regular season | regular season | regular season | regular season | regular season | playoff | playoff | playoff | playoff | playoff | playoff    | playoff        |
|          | Vin            | Par            | Per            | Tot            | PF             | PS             | Vin     | Per     | Tot     | PF      | PS      | risultato  | avversaria     |
| -------- | -------------- | -------------- | -------------- | -------------- | -------------- | -------------- | ------- | ------- | ------- | ------- | ------- | ---------- | -------------- |
| 1993     | 0              | 0              | 8              | 8              | 30             | 371            | 0       | 1       | 1       | 16      | 18      | Retrocessi | Sandnes Oilers |
| Totale   | 0              | 0              | 8              | 8              | 30             | 371            | 0       | 1       | 1       | 16      | 18      |            |                |

Fonti: Enciclopedia del Football - A cura di Roberto Mezzetti

##### 2. divisjon
| Stagione | regular season | regular season | regular season | regular season | regular season | regular season | playoff | playoff | playoff | playoff | playoff | playoff   | playoff    |
|          | Vin            | Par            | Per            | Tot            | PF             | PS             | Vin     | Per     | Tot     | PF      | PS      | risultato | avversaria |
| -------- | -------------- | -------------- | -------------- | -------------- | -------------- | -------------- | ------- | ------- | ------- | ------- | ------- | --------- | ---------- |
| 1999     | 0              | 0              | 6              | 6              | 0              | 155            | -       | -       | -       | -       | -       | -         | -          |
| 2000     | 0              | 0              | 6              | 6              | ?              | ?              | -       | -       | -       | -       | -       | -         | -          |
| 2001     | 2              | 0              | 6              | 8              | 2              | 6              | -       | -       | -       | -       | -       | -         | -          |
| Totale   | 2              | 0              | 18             | 20             | 2+?            | 161+?          | -       | -       | -       | -       | -       |           |            |

Fonti: Enciclopedia del Football - A cura di Roberto Mezzetti

### Riepilogo fasi finali disputate
| Anno           | Luogo | Evento      | Fase del torneo         | Incontro                         | Risultato |
| 26 giugno 1993 |       | 1. divisjon | Spareggio retrocessione | Sandnes Oilers - Kolbotn Kodiaks | 18 - 16   |